# Пруси (Нижньосілезьке воєводство)
Пруси (пол. Prusy, нім. Prauß) — село в Польщі, у гміні Кондратовиці Стшелінського повіту Нижньосілезького воєводства.
Населення — 523 особи (2011).
У 1975-1998 роках село належало до Вроцлавського воєводства.

## Демографія
Демографічна структура станом на 31 березня 2011 року:
|          | Загалом | Допрацездатний вік | Працездатний вік | Постпрацездатний вік |
| -------- | ------- | ------------------ | ---------------- | -------------------- |
| Чоловіки | 257     | 51                 | 191              | 15                   |
| Жінки    | 266     | 45                 | 163              | 58                   |
| Разом    | 523     | 96                 | 354              | 73                   |